# Acrossocheilus beijiangensis
Acrossocheilus beijiangensis är en fiskart som beskrevs av Wu och Lin, 1977. Acrossocheilus beijiangensis ingår i släktet Acrossocheilus och familjen karpfiskar. IUCN kategoriserar arten globalt som livskraftig. Inga underarter finns listade i Catalogue of Life.